# Orešje, Šmarješke Toplice
Orešje este o localitate din comuna Šmarješke Toplice, Slovenia, cu o populație de 104 locuitori.